# Degarelix
Degarelix è un antagonista dell'ormone di rilascio delle gonadotropine (GnRH), impiegato come trattamento farmacologico di prima linea in caso di carcinoma della prostata avanzato ormono-sensibile.
Il farmaco agisce bloccando il legame del GnRH al suo recettore, inibendo così la produzione di testosterone. Infatti, nei pazienti affetti da carcinoma prostatico ormono-sensibile il testosterone causa la crescita incontrollata delle cellule prostatiche con conseguente sviluppo del carcinoma e progressione della malattia a distanza (metastasi).

## Uso clinico
Degarelix può essere usato in presenza di cancro “ormono-sensibile”, in stadio avanzato.
La fase di ormono-sensibilità indica una crescita tumorale ancora dipendente dalla presenza del testosterone, mentre per stadio avanzato si intende quando il tumore ha raggiunto i linfonodi (N1) in presenza o meno di metastasi a distanza (M0M1).

## Status registrativo
L'uso di degarelix è stato inizialmente approvato nel 2008 negli USA e a febbraio del 2009 dalla Agenzia Regolatoria Europea (EMA). In seguito è arrivata l'approvazione nella maggior parte dei paesi del resto del mondo. È in commercio in Italia dal giugno del 2011.  Esso è un medicinale soggetto a prescrizione medica su piano terapeutico esclusivamente da parte dello specialista (urologo, oncologo, radioterapista).

## Farmacocinetica
Nella sua attuale forma commerciale, Degarelix viene iniettato sotto la pelle dell'addome. Il trattamento inizia con due iniezioni da 120 mg, seguite da un'iniezione singola da 80 mg una volta al mese. Dopo l'iniezione, si forma un deposito di gel sotto la pelle che rilascia il principio attivo lentamente, nel corso di alcune settimane.

## Farmacodinamica
Degarelix agisce bloccando il legame del GnRH (ormone che stimola il rilascio delle gonadotropine) al suo recettore, la cui stimolazione porta normalmente alla produzione delle gonadotropine (LH ed FSH) che agiscono sui testicoli, inducendo la produzione di testosterone.
Il testosterone nei pazienti affetti da carcinoma prostatico ormono-sensibile, causa la crescita incontrollata delle cellule prostatiche, con conseguente sviluppo del carcinoma e progressione della malattia a distanza (metastasi). Degarelix, bloccando il processo che porta alla produzione di questo ormone, è in grado di inibire e rallentare lo sviluppo delle cellule tumorali.
Il farmaco è un antagonista di quarta generazione in quanto possiede un superiore profilo di efficacia e tollerabilità rispetto ai predecessori. Infatti, agli inizi del processo di ricerca e sviluppo degli antagonisti del GnRH, gli scienziati incontrarono notevoli difficoltà nel sintetizzare una formulazione stabile, che rilasciasse il principio attivo per un periodo lungo e controllato (depot mensile), mantenendo nel contempo l'efficacia farmacologica e la tollerabilità sistemica. Tali problematiche nacquero per ragioni legate alla natura chimico-fisica degli antagonisti del GnRH, notevolmente diversa dagli agonisti sviluppati e commercializzati con decenni di anticipo.

## Dati di efficacia e sicurezza
Da studi condotti su pazienti con carcinoma della prostata ormono-sensibile emerge che degarelix, a differenza dei GnRH agonisti (triptorelina, leuprorelina, goserelina, buserelina), è in grado di ridurre immediatamente i livelli di testosterone senza alcun iniziale picco; ciò, da un lato evita il rischio che si verifichi una riacutizzazione dei sintomi oncologici (compressione midollare, dolore osseo, etc), dall'altro elimina la necessità di associare un farmaco antiandrogeno come invece generalmente si fa con i GnRH agonisti (bicalutamide, ciproterone acetato, flutamide). La soppressione del testosterone viene mantenuta nel lungo termine (oltre 5,5 anni di terapia).
Il farmaco ha dimostrato anche di ridurre più velocemente dei GnRH agonisti i livelli di PSA e di ridurne l'incidenza di risalita e quindi rallentare la progressione di malattia soprattutto in quei pazienti che sono a maggior rischio di recidiva.
Il farmaco è inoltre in grado di controllare efficacemente i livelli di fosfatasi sierica, marker associato alla progressione di metastasi scheletriche e mostra una minor incidenza di eventi avversi a livello muscolo scheletrico e di fratture.
Degarelix offre un miglior sollievo dai sintomi del basso tratto urinario che spesso hanno un impatto negativo sulla qualità di vita degli uomini affetti da carcinoma della prostata
.Recenti studi hanno inoltre dimostrato che il rischio di evento cardiovascolare o morte è significativamente inferiore nei pazienti trattati con il farmaco rispetto a quelli in terapia con un GnRH agonista. In particolare, uomini che ricevono degarelix hanno una malattia cardiovascolare prima del trattamento, hanno un rischio significativamente inferiore di sviluppare un nuovo evento cardiovascolare.
Degarelix è contemplato tra le opzioni terapeutiche di prima linea nella terapia ormonale del carcinoma prostatico dalle principali linee guida nazionali ed internazionali
.

## Farmacoeconomia
Un'analisi di costo-efficacia ha evidenziato la maggiore sostenibilità del trattamento con il farmaco in confronto all'attuale standard farmacologico (agonisti del GnRH) in termini di beneficio clinico, espresso in anni di vita ponderati per la qualità degli stessi, e dal punto di vista dei costi del trattamento. Infatti, emerge come la terapia con degarelix possa posticipare maggiormente il ricorso alla chemioterapia.

## Controindicazioni ed avvertenze
Ipersensibilità (allergia) a degarelix.
Degarelix non va iniettato in vena.
Degereliz va usato con cautela nei pazienti con gravi problemi ai reni o al fegato.

## Effetti collaterali e indesiderati
Gli effetti indesiderati più comuni associati al farmaco (cioè osservati in più di 1 paziente su 10) sono vampate di calore e problemi nel sito di iniezione, come dolore e arrossamento. Per l'elenco completo degli effetti indesiderati rilevati col farmaco, si rimanda al foglio illustrativo.

## Interazioni
Degarelix non è un substrato del sistema CYP450 umano e non ha mostrato alcuna induzione o inibizione in vitro di CYP1A2, CYP2C8, CYP2C9, CYP2C19, CYP2D6, CYP2E1, o CYP3A4/5. Perciò sono improbabili interazioni farmacocinetiche clinicamente significative tra farmaci legate ai citati isoenzimi.